# (14574) Payette
(14574) Payette (1998 QR58) – planetoida z pasa głównego asteroid okrążająca Słońce w ciągu 3,52 lat w średniej odległości 2,31 j.a. Odkryta 30 sierpnia 1998 roku.